# Diminețile unui băiat cuminte
Diminețile unui băiat cuminte (en romanès Els matins d'un noi valent) és una pel·lícula de drama juvenil romanesa del 1967 dirigida per Andrei Blaier.

## Sinopsi
Després que el jove soldador Vive vagi a l'hospital per un accident laboral, tant el seu amic Fane com el metge assistent creuen que es vol suïcidar. Però el que passa és que és fill d'un ferroviari mandrós i es considera un fracassat per no haver estudiat. Després va estar a l'exèrcit, va treballar com a copista, i avorrit de la seva vida i de sortir sempre amb Romache i els seus amics, i de pretendre a "la rossa", va començar a treballar com a soldador. Es fa amic del seu cap Fane i manté una curta relació amb Stela. Després va mantenir una nova relació amb Mariana, la xicota de l'enginyer Stefan. Aquest, en un rampell de gelosia, li clava una pallissa a la sortida del funeral d'Emilian Cioba, un company mort de cirrosi hepàtica. Vive abandona la feina i torna a casa dels seus pares. Mariana, però, el truca i el convenç perquè torni, i és aleshores quan va tenir l'accident.

## Repartiment
- Dan Nuțu - Vive
- Irina Petrescu - Mariana
- Ștefan Ciobotărașu - Emilian Cioba
- Sebastian Papaiani - Fane
- Ion Caramitru - Romache
- George Constantin – tatăl lui Vive
- Octavian Cotescu - enginyer Ștefan
- Mariana Mihuț – La rossa
- Carmen Galin – Stela
- Elena Sereda – Maria, mare de Vive

## Producció
La producció va començar el 25 de febrer de 1965 i finalment es va rodar del 28 d'abril al 16 d'agost de 1966. La producció va acabar el 26 de novembre de 1966 i va costar un total de 3.819 milions de leus. Finalment va arribar als cinemes romanesos el 17 de gener de 1967, on va ser vist per 1.499.488 espectadors.
La pel·lícula va ser guardonada amb el premi al millor guió al Festival de Cinema Infantil i Juvenil de Gottwaldov (actualment Zlín). També fou exhibida com a part de la selecció oficial del Festival Internacional de Cinema de Sant Sebastià 1967.